# Max Heimann
Max Heimann (* 23. November 1872 in Köln; † 25. September 1939 ebenda) war ein deutscher Jurist und DVP-Politiker.

## Leben
Nach dem Abitur am Marzellengymnasium in Köln nahm Heimann ein Studium der Rechts- und Staatswissenschaften an der Albert-Ludwigs-Universität Freiburg auf. 1892 wurde er im Corps Rhenania Freiburg recipiert. Ein Coaetane war Hermann Reuter. Als Inaktiver wechselte Heimann an die Rheinische Friedrich-Wilhelms-Universität Bonn, wo er 1894 das Erste Juristische Staatsexamen bestand. 1894/95 diente er als Einjährig-Freiwilliger beim 2. Badischen Dragoner-Regiment Nr. 21. 1897/98 unternahm er Studienreisen nach Genf und London. 1899 wurde er an der Ruprecht-Karls-Universität Heidelberg zum Doktor der Rechte promoviert. Nach dem Referendariat legte er 1903 an einem Gericht das Zweite Juristische Staatsexamen ab. Von 1904 bis 1915 war er als Vorstand bei der Kölner Verlagsanstalt und Druckerei AG tätig. Im Anschluss diente Heimann als Soldat im Ersten Weltkrieg. Während des Krieges, an dem er als Rittmeister seines Ausbildungsregimentes teilgenommen hatte, wurde mit dem Eisernen Kreuz I. Klasse ausgezeichnet. Zuletzt war er Major der Reserve. Ab 1920 war als Rechtsanwalt beim Oberlandesgericht Köln tätig.
Heimann wurde im Februar 1921 für die Deutsche Volkspartei (DVP) als Abgeordneter in den Preußischen Landtag gewählt, dem er ohne Unterbrechung bis 1932 angehörte. Im Parlament vertrat er den Wahlkreis 20 (Köln-Aachen).
Max Heimann war seit 1899 mit Anna Carola geb. Kreuser verheiratet.